# Bölcsek Tanácsa (Magyarország)
A Bölcsek Tanácsa Sólyom László magyar köztársasági elnök által 2008 novemberében alapított testületet. Célja ajánlások kidolgozása az oktatás fejlesztésére és a korrupció visszaszorítására, melyeket a tervek szerint könyvben jelentetik meg. Működésének költségeit nem közpénzből, hanem alapítványi úton fedezik.

## Tagjai
- Csermely Péter, a Semmelweis Egyetem (SE) professzora, több oktatással foglalkozó magyarországi és európai uniós testület tagja;
- Fodor István mérnök, számos hazai és európai kutatási illetve üzleti tanács vezetője, az Ericsson Magyarország egykori vezérigazgatója, majd elnöke;
- Eva Joly, aki Franciaországban dolgozott vizsgálóbíróként, és számos nagy korrupciós ügyet leplezett le;
- Lámfalussy Sándor nemzetközileg elismert közgazdász, egyetemi tanár és bankár, aki elnöke volt egyebek mellett az Európai Központi Bank elődjének számító Európai Monetáris Intézetnek (EMI).

## Tevékenysége
A Bölcsek Tanácsa két szakértői bizottság segítségével készített helyzetképet, amelynek alapján stratégiai ajánlásokat dolgozott ki a korrupció visszaszorítására illetve az oktatás helyzetének megújítására és javítására.
2010. január 29-én Sólyom László köztársasági elnök a budai Sándor-palota tükörtermében bemutatta be a „Szárny és Teher” című tanulmánykötetet. 
A kötet első részében az oktatás helyzetét feltáró helyzetkép és az ennek nyomán íródott oktatáspolitikai ajánlások találhatók - ez hivatott jelképezni a nemzet felívelését segítő szárnyat, a munka második felében pedig a korrupcióval - amely a cím utalása szerint a nemzet felemelkedését hátráltató teher - kapcsolatos megoldási javaslatok kapnak helyet.

## Külső hivatkozások
- A Bölcsek Tanácsának honlapja